# چاوک ابروطلایی
چاوک ابروطلایی (نام علمی: Ochthoeca pulchella) نام یک گونه از سرده چاوک‌ها است.